# لوليان إرهان
لوليان إرهان (بالرومانية: Iulian Erhan)‏ (1 يوليو 1986 بكيشيناو في مولدوفا - ) هو لاعب كرة قدم مولدوفي في مركز الدفاع. شارك مع منتخب مولدوفا لكرة القدم. أما مع النوادي، فقد لعب مع توربيدو جودينو وزمبرو تشيسيناو وميلسامي أورهي ونادي زاريا بالتي ونادي موردوفيا سارانسك وFC Rapid Ghidighici ‏ وFC Sfîntul Gheorghe ‏ وFC Academia Chișinău ‏.

## وصلات خارجية
- لوليان إرهان على موقع الاتحاد الدولي (مؤرشف)  (الإنجليزية)
- لوليان إرهان على موقع الاتحاد الأوربي (الإنجليزية)
- لوليان إرهان على موقع قاعدة بيانات كرة القدم.إي يو (الإنجليزية)
- لوليان إرهان على موقع ناشيونال فوتبول تيمز (الإنجليزية)
- لوليان إرهان على موقع Soccerbase.com (لاعب) (الإنجليزية)
- لوليان إرهان على موقع Soccerway.com (الإنجليزية)